# Niposoma taiwanum
Niposoma taiwanum är en skalbaggsart som först beskrevs av Hisamatsu 1965.  Niposoma taiwanum ingår i släktet Niposoma och familjen stumpbaggar. Inga underarter finns listade i Catalogue of Life.